# Araguaia-Tocantins River Basin
Araguaia-Tocantins avvattningsområde, även kallad det hydrografiska bäckenet Araguaia-Tocantins och Araguaia-Tocantins flodbäcken (på engelska: Araguaia-Tocantins River Basin; på portugisiska: Bacia do Araguaia-Tocantins) är ett H.ESTY avrinningsområde i Brasilien. Det ligger i de brasilianska delstaterna Mato Grosso, Goiás, Federal District, Tocantins, Maranhão och Pará.
De viktigaste floderna i bäckenet är Tocantins och Araguaia.
Omgivningen kring Araguaia-Tocantins flodbäcken är huvudsakligen savann och är mycket glesbefolkat, med 2 invånare per kvadratkilometer.